# Мухарка бліда
Мухарка бліда (Melaenornis pallidus) — вид горобцеподібних птахів родини мухоловкових (Muscicapidae). Мешкає в Африці на південь від Сахари. Виділяють низку підвидів.

## Систематика
Раніше птаха відносили до роду Бура мухарка (Bradornis), однак за результатами молекулярно-генетичного дослідження, опублікованого в 2010 році, вид був переведений до роду Мухарка (Melaenornis).

## Підвиди
Виділяють дванадцять підвидів:
- M. p. pallidus (Müller, JW, 1851) — від Сенегалу до західної Ефіопії;
- M. p. parvus (Reichenow, 1907) — Південний Судан, схід ДР Конго, північний захід Уганди;
- M. p. bowdleri (Collin, A & Hartert, E, 1927) — Еритрея і центральна Ефіопія;
- M. p. bafirawari (Bannerman, 1924) — південна Ефіопія і північно-східна Кенія;
- M. p. duyerali (Traylor, 1970) — північно-східна Ефіопія і центральне Сомалі;
- M. p. subalaris (Sharpe, 1874) — східна Кенія і північно-східна Танзанія;
- M. p. erlangeri (Reichenow, 1905) — південне Сомалі;
- M. p. modestus (Shelley, 1873) — від Гвінеї до ЦАР;
- M. p. murinus (Hartlaub & Finsch, 1870) — від Габону і Республіки Конго до Судану, Кенії, Танзанії, Ботсвани і Намібії;
- M. p. griseus (Reichenow, 1882) — від південно-східної Кенії і центральної Танзанії до східної Замбії і центрального Малаві;
- M. p. divisus (Lawson, 1961) — від південного сходу Замбії і півдня Малаві до північного сходу ПАР;
- M. p. sibilans (Clancey, 1966) — південь Мозамбіку і схід ПАР.

## Поширення і екологія
Бліді мухарки живуть у сухих саванах, сухих чагарникових заростях, на плантаціях і в садах. 